# Curtis Turner
Curtis Turner (ur. 12 kwietnia 1924 we Floyd, zm. 4 października 1970 w Punxsutawney w Pensylwanii) – amerykański kierowca wyścigowy, jeden z pierwszych kierowców NASCAR. 

## Życiorys
W 1999 został wyróżniony w Virginia Sports Hall of Fame, a w 2006 w Motorsports Hall of Fame of America.
Poza sukcesami na torze dorobił się także sporej fortuny, którą stracił, po czym próbował odbudować. Znany był także z imprezowego trybu życia, miał problemy z alkoholem.
Jak wielu kierowców wyścigowych z tego okresu, zajmował się transportem alkoholu w czasach prohibicji w Stanach Zjednoczonych.
Curtis Turner rozpoczął starty w wyścigach w 1946 roku, w wieku 22 lat. Swój pierwszy wyścig na torze w Mount Airy w Północnej Karolinie ukończył na ostatniej, osiemnastej pozycji. Jednak w następnym wyścigu odniósł zwycięstwo. Zaczął ścigać się w mistrzostwach nascar od początku ich istnienia, czyli od 1949 roku. W pierwszych trzech wyścigach wystartował Buickiem, a w następnych Oldsmobilem. Pierwsze zwycięstwo w Nascar odniósł na torze Langhorne jadąc Oldsmobilem, a na Martinsville zdobył pierwsze pole position także tym samochodem. Sezon zakończył na szóstej pozycji. W następnym sezonie wygrał aż cztery wyścigi i tyle samo razy startował z pierwszego pola. Dokonał także ciekawego osiągnięcia, wygrywając dwa wyścigi z rzędu, do których wcześniej wywalczył pierwsze pole startowe i prowadził przez wszystkie okrążenia. Miało to miejsce na torach w Rochester w stanie Nowy Jork i Charlotte w Północnej Karolinie. Zajął piąte miejsce w mistrzostwach.
W 1954 zmienił swojego Oldsmobila znanego jako „Blond Blizzard of Virginia” na Forda. W tym samym roku wygrał jeden wyścig, i został sklasyfikowany na dziewiątej pozycji w mistrzostwach.
W 1961 próbował zorganizować stowarzyszenie kierowców Nascar - uważał, że kierowcy powinni być lepiej traktowani przez Nascar ze względu na to, jaką rolę odgrywają w tym sporcie. Nascar dożywotnio zakazało Turnerowi ścigania się w ich mistrzostwach. W 1965 zakaz cofnięto, a Turner powrócił do Nascar.
W 1968 po raz ostatni brał udział w wyścigach Nascar. Curtis Turner wystartował w 183 wyścigach, wygrał 17 razy, 16 startował z pierwszego pola. 54 razy kończył wyścigi w pierwszej piątce, a 73 w dziesiątce. Jego najlepszym wynikiem na koniec sezonu było piąte miejsce. Znany był pod pseudonimem Pops, ponieważ często przepychał się na torze.
W 1967 podczas wyścigu Daytona 500 został pierwszym kierowcą, który przekroczył 180 mil (290 km) na godzinę.
Zginął 4 października 1970 roku w Punxsutawney, w stanie Pennsylvania w katastrofie lotniczej. W tym samym wypadku zginął golfista Clarence King.
W 1959 postanowił wybudować tor wyścigowy, Charlotte Motor Speedway. Przeznaczyć na ten cel musiał aż 2 mln dolarów. 700 000 dolarów zostało przeznaczone na dynamit, ponieważ potrzeba było wysadzić wiele granitowych skał, by wybudować tor wyścigowy. Turner stracił jednak większość swojego majątku na wybudowanie obiektu. Inauguracyjny wyścig udało się jednak zorganizować zgodnie z planem, w 1960 roku.